# Sulitjelma
Sulitjelma is een plaats in de Noorse gemeente Fauske, provincie Nordland. Sulitjelma telt 481 inwoners (2007) en heeft een oppervlakte van 0,75 km².

## Geboren in Sulitjelma
- Geir Lundestad (1945-2023), historicus

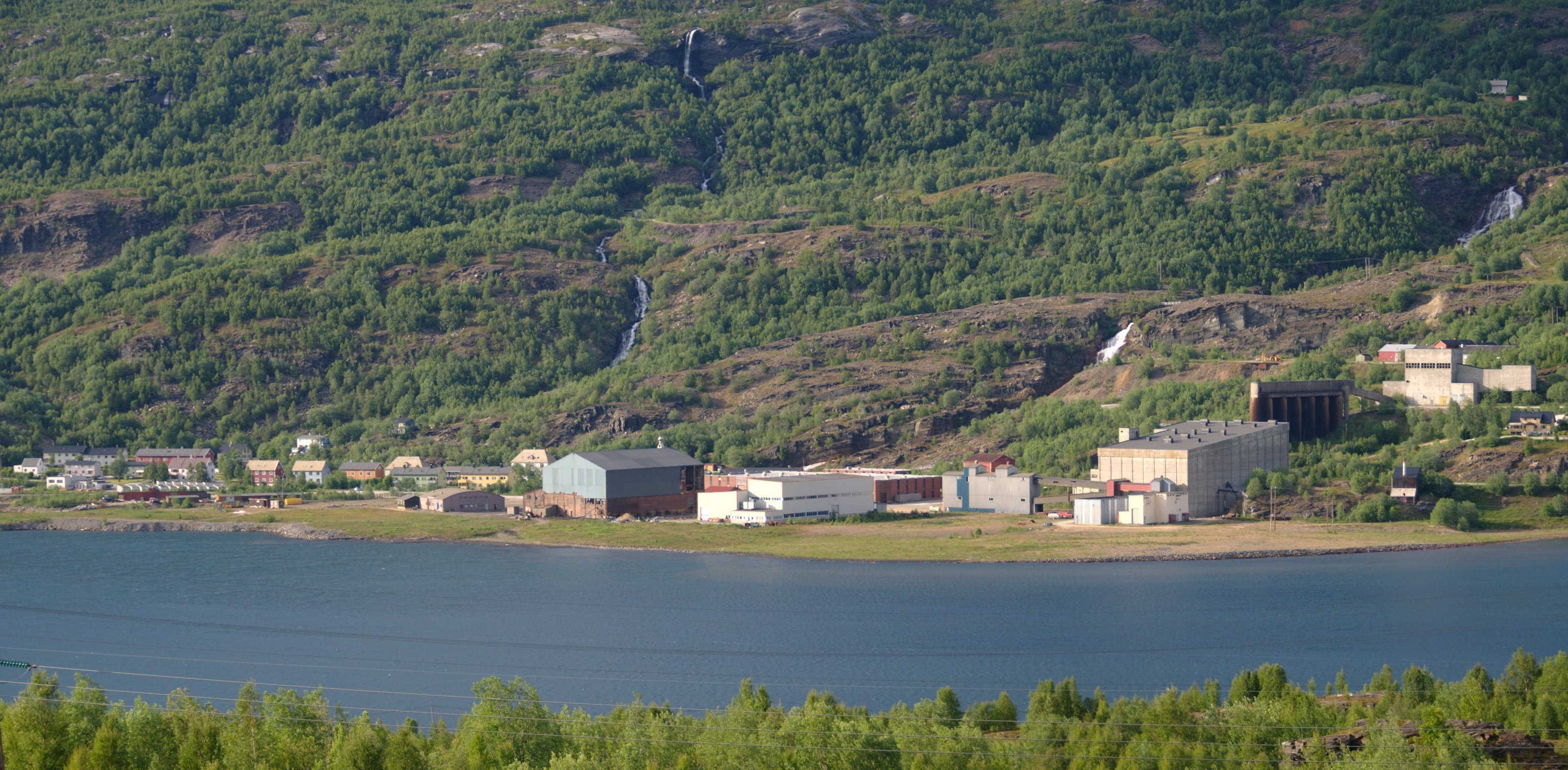
Sulitjelma

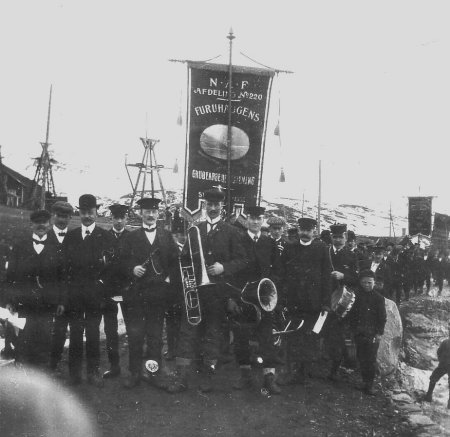
Plaatselijke viering van 1 mei in 1908